# Терморезак

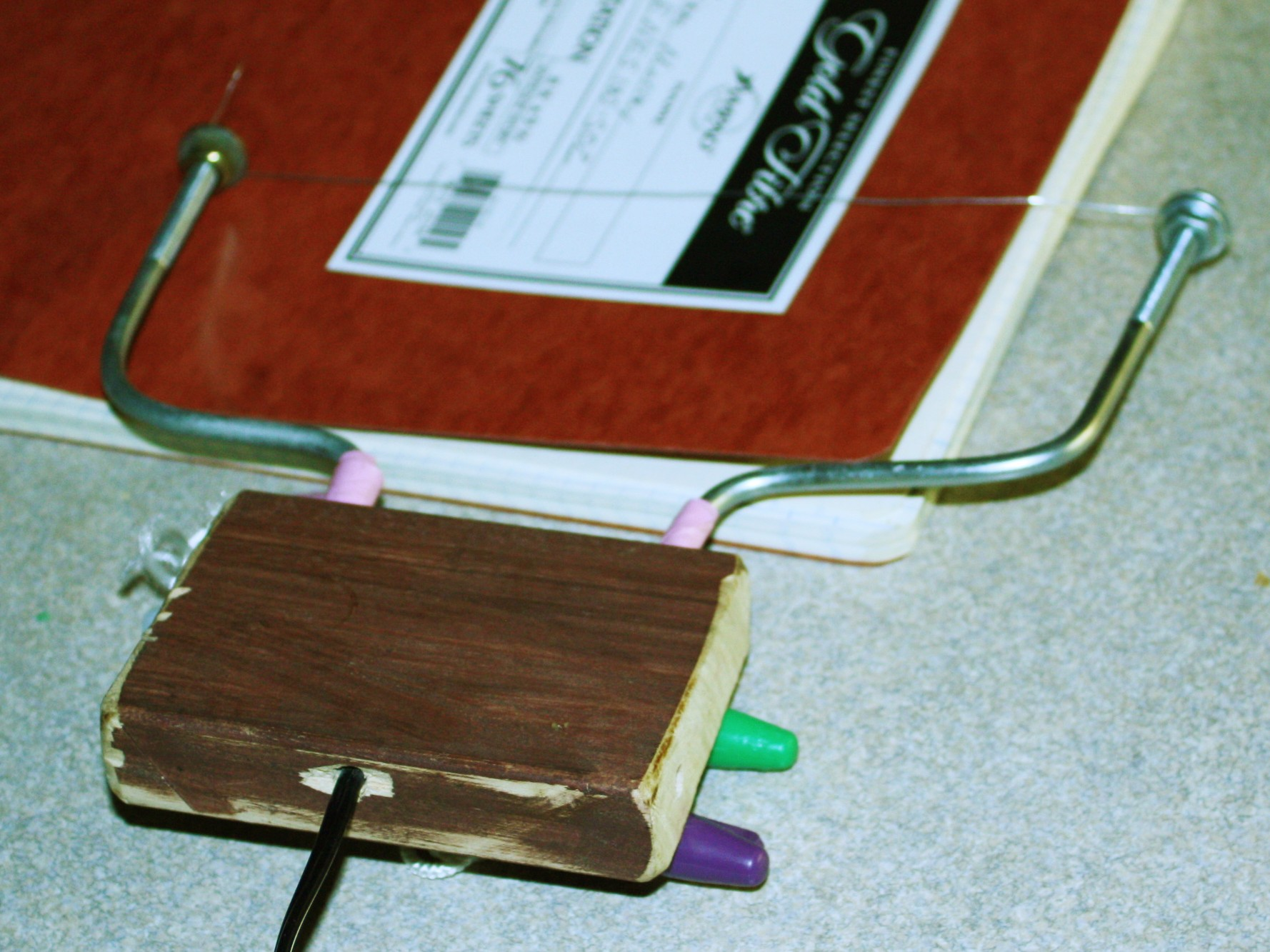
Простой резак для пенополистирола.

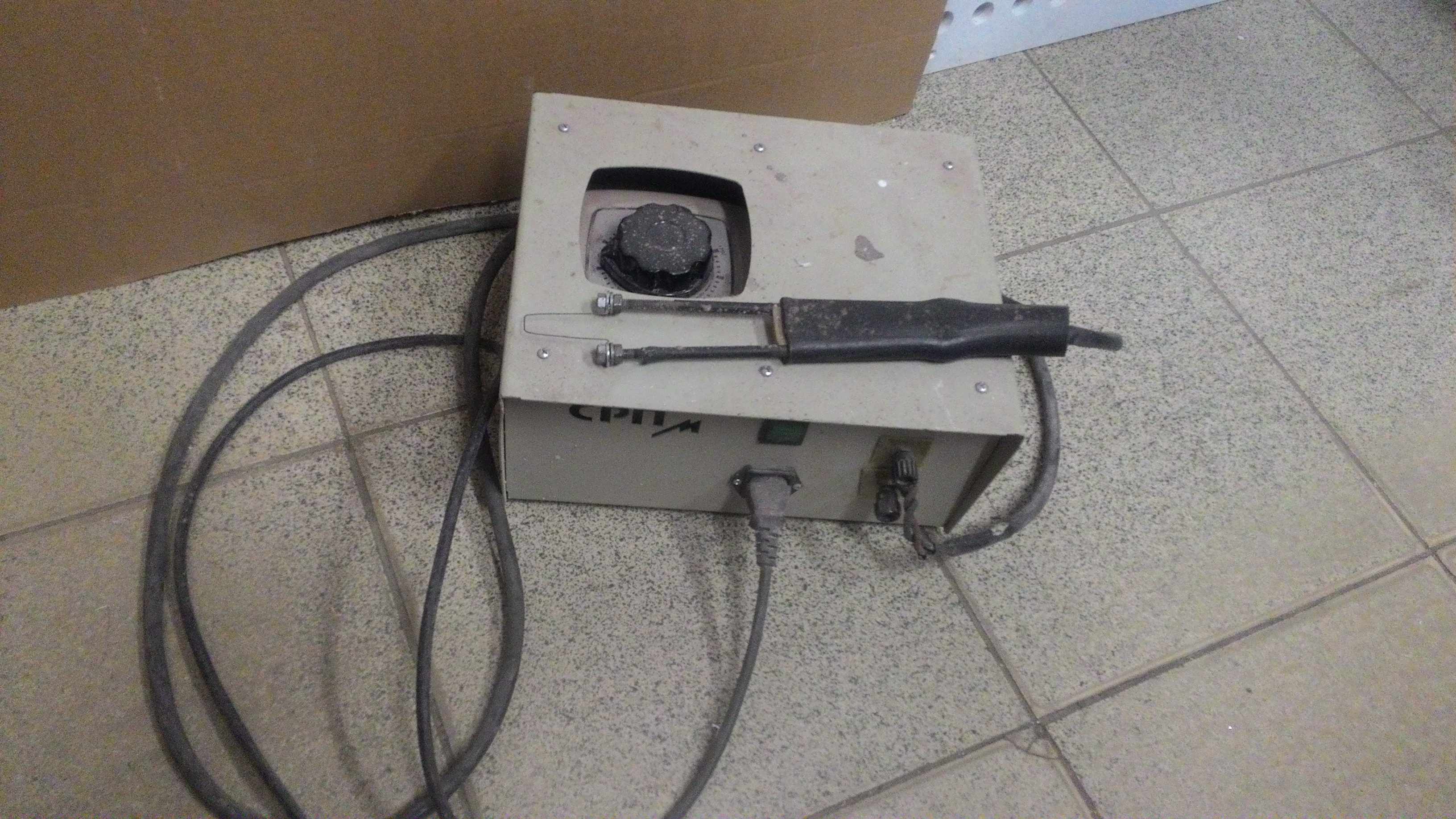
Терморезак для пенополистирола промышленного производства

Терморезак (Резчик горячей струной, устоявшегося названия в русском языке нет, в разных источниках этот инструмент называют по-разному — «приспособление для резки пенопласта», «прибор для резки пенопласта») — приспособление для резки пенополистирола («пенопласта») и других подобных материалов. Состоит из тонкой проволоки нагреваемой электрическим током до температуры 200—300 °C, которая при движении через пенополистирол проплавляет себе дорогу в материале, работая как режущий инструмент. Благодаря пористой структуре пенопласта, от тепла струны материал уменьшается в объёме, поэтому струна оставляет за собой рез шириной больше своего диаметра.

## Материалы пригодные для резки
Способ резки горячей струной пригоден практически для всех впененых термопластов..
- Пенополистирол (блоки из вспененых шариков полистирола)
- Экструдированный пенополистирол (листы утеплителя из вспененного полистирола)
- Гибкий вспененный полипропилен — теплоизоляционный материал, например в виде пористых трубок для утепления водопровода
- Пенополиэтилен — мягкий пористый материал.

## Виды струн
Струны для резки пенопласта изготавливают из нихромовой проволоки, также может использоваться нержавеющая сталь.
Из толстой проволоки может сгибаться фасонный резец для фигурного реза пенополистирола (например фасонных плинтусов).
Соответственно терморезаки можно разделить на две категории — с натянутой струной и с формованной струной.

### Резаки с формованной струной
Часто представляют собой рукоятку с электродами, между которых закреплена формованная проволока. Оператор вручную ведет резак в материале. Таким инструментом в частности можно осуществить выборку внутренней полости.
Формованная струна может быть закреплена стационарно и оператор вручную подает материал, как бы продавливая через резак, для получения длинных фасонных деталей.

### Резаки с натянутой струной

#### Ручные
Короткая натянутая струна закреплена между электродами на рукоятке. Оператор вручную ведет струну в материале, позволяя получить произвольные формы.

#### Стационарная установка на столе

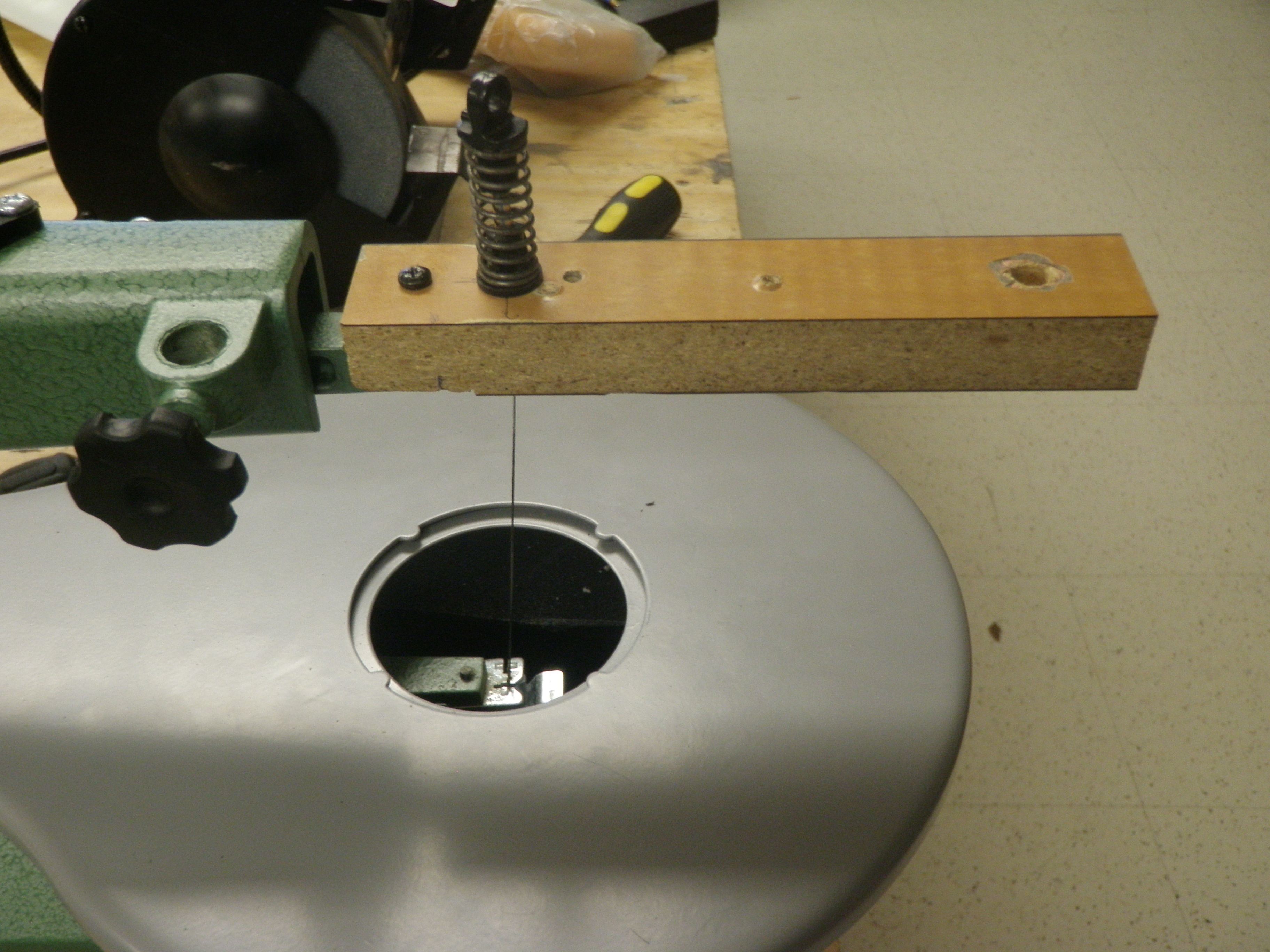
Простой стол с натянутой струной терморезака

Струна натянута вертикально или горизонтально. Приспособление имеет стол, по которому вручную перемещают разрезаемый материал. Стол с вертикальной струной часто используется в хобби, для вырезания из пеноматериалов деталей разных форм, например, букв.
Стол с горизонтальной струной часто используется в строительстве и упаковке, позволяя распускать блок пенополистирола на листы произвольной толщины.

#### Ручной стол с шаблонами
Использование шаблонов позволяет производить резку струной мелкосерийных изделий и изделий с высокими требованиями к точности геометрии. Специализированные шаблоны позволяют получать в том числе криволинейные поверхности, моделисты таким образом получают, к примеру, крылья самолетов.
Резка с использованием шаблонов требует сноровки оператора, чистота и качество получаемой поверхности напрямую зависит от его навыков.

#### Подвижная рамка
Рама с вертикальными или горизонтальными струнами позволяет за одно движение (надвигание блока на рамку или рамка вдоль блока) разрезать блок на листы. Так как движение рамки производится по направляющим, квалификация оператора требуется минимальная.

#### Числовое программное управление
Использование числового программного управления (ЧПУ) для управления положением режущей струны позволяет получать автоматически изделия с любой сложностью траектории реза. Применение дополнительных осей (поворотный стол) позволяет вырезать струной сложные изделия вроде балясин, шаров, конусов, заготовок для декораций, скульптур.
Станки для резки пенопласта струной с числовым программным управлением часто используются в рекламном бизнесе для изготовления объемных букв, декора для витрин и т. д.

## Ограничения
Теоретически бесконечная длина струны на практике ограничена провисанием струны, которое неустранимо увеличением силы натяжения струны.
Также существенным является необходимость подстройки тока нагрева струны под конкретный сорт пенополистирола и диаметр проволоки. Неоднородности в пенополистироле существенно портят чистоту поверхности. При резке криволинейных поверхностей, например конусов, тепловой поток от струны на единицу площади поверхности неоднороден, что также влияет на однородность и чистоту реза.

## Применение
- Моделизм
- Рекламные вывески
- Декорации